# Just Jack
 (juin 2022).
Jack Allsopp alias Just Jack est un chanteur anglais de hip-hop né le 18 mai 1975 à Camden Town à Londres.

## Biographie
Il est diplômé d'une licence en ameublement et design de produits de l'Université de Kingston. Il commence sa carrière, équipé de deux magnétophones, et produit son premier album The Outer Marker en 2002. En 2005, trois ans après la faillite de sa première maison de disques il signe chez Mercury Records pour Overtones son nouvel album. Son set au Lowlands Festival a été élu "Meilleure chose qui se soit jamais passée aux Pays-Bas" [réf. souhaitée].

## Discographie

### Albums
- 2002 - The Outer Marker
- 2007 - Overtones
- 2009 - All Night Cinema
- 2017 - What We Did Today

### Singles
- Paradise (Lost & Found) (2003)
- Snowflakes (2003)
- Triple Tone Eyes (2003)
- Writer's Block (2006)
- Starz in Their Eyes (2007)
- Glory Days (2007)
- No Time (2007)
- Embers (2009)
- Goth in the disco (2009)